# V637 Андромеды
V637 Андромеды (лат. V637 Andromedae) — одиночная переменная звезда в созвездии Андромеды на расстоянии приблизительно 2809 световых лет (около 861 парсека) от Солнца. Видимая звёздная величина звезды — от +9,11m до +8,83m.

## Характеристики
V637 Андромеды — красный гигант, пульсирующая медленная неправильная переменная звезда (LB) спектрального класса M8. Радиус — около 57,04 солнечных, светимость — около 429,669 солнечных. Эффективная температура — около 3480 K.